# 阿希达穆斯二世
阿希达穆斯二世，又译阿基达马斯，欧里庞提德世系的第21代斯巴达国王（前469年—前426年在位）。他是伯罗奔尼撒战争时期希腊最重要的政治人物之一。
阿希达穆斯二世的父亲是斯巴达国王莱奥塔奇达斯的儿子宙克西达穆斯。宙克西达穆斯死于自己的父亲之前；阿希达穆斯与莱奥塔奇达斯与另一位妻子所生的女儿结了婚。
阿希达穆斯二世在伯罗奔尼撒战争中3次率军入侵雅典（前431年，前430年和前428年）。他的扫荡农村的策略重创了雅典经济，且迫使雅典把全部居民撤回难以攻破的雅典城内。其结果是，雅典在前430年爆发了大规模的瘟疫，包括伯利克里在內的许多公民死亡。这次瘟疫对雅典在这场战争中的命运有很大影响。
前429年，阿希达穆斯二世对普拉塔亚发动过一次军事行动。他可能死于前427年，因为有证据显示至少在前426年夏天他的儿子阿基斯二世已经在位。